# Un sacrée garnement
Pour plus de détails, voir Fiche technique et Distribution.
Un sacrée garnement (The Slick Chick) est un court métrage d'animation de la série Looney Tunes réalisé par Robert McKimson qui met en scène Charlie le coq. Le court métrage a été diffusé pour la première fois le 21 juillet 1962.

## Fiche technique
- Réalisation : Robert McKimson
- Scénario : Tedd Pierce
- Production : Warner Bros. Cartoons
- Musique originale : Milt Franklyn
- Montage : Treg Brown
- Format : 35 mm, ratio 1.37 :1, couleur Technicolor, mono
- Durée : 7 minutes
- Pays de production :  États-Unis
- Langue : anglais
- Genre : animation
- Distribution : 
  - 1960 : Warner Bros. Pictures cinéma
- Date de sortie : 
  - États-Unis : 21 juillet 1962

## Distribution
- Charlie le coq
- VO par Mel Blanc (voix)